# نهائي كأس رابطة الأندية الإنجليزية المحترفة 1964
نهائي كأس رابطة الأندية الإنجليزية المحترفة 1964 هي المباراة النهائية من منافسة كأس رابطة الأندية الإنجليزية المحترفة 1963–64، أقيمت المباراة في 1964، بين فريقي ستوك سيتي، وليستر سيتي، وفاز فيها ليستر سيتي، بعد أن هزم ستوك سيتي، بنتيجة 3 - 4.

## تفاصيل المباراة
لعبت المباراة النهائية في 1964.
| ستوك سيتي | 3 -4 | ليستر سيتي |
| --------- | ---- | ---------- |
|           |      |            |